# Весёлая Тарасовка
Весёлая Тарасовка (укр. Весела Тарасівка) — село в Лутугинском районе Луганской области Украины. Под контролем самопровозглашённой Луганской Народной Республики. Административный центр Веселотарасовского сельского совета.

## География
Село расположено на реке Белой (правый приток Лугани, бассейна Северского Донца). Соседние населённые пункты: посёлки Белое, Юрьевка (выше по течению Белой) на юго-западе, Родаково на северо-западе, сёла Замостье на севере, Гаевое, Сабовка (ниже по течению Белой) на северо-востоке, Сборное и Белореченский на юге.

## Население
Население по переписи 2001 года составляло 1368 человек.

## Общие сведения
Почтовый индекс — 92010. Телефонный код — 6436. Занимает площадь 8,697 км².

## Местный совет
92009, Луганская обл., Лутугинский р-н, с. Весёлая Тарасовка, ул. Колхозная, 5; тел. 96-5-43